# Riweć
Riweć (ukr. Рівець) – wieś na Ukrainie, w obwodzie winnickim, w rejonie winnickim, w hromadzie Ahronomiczne. W 2001 liczyła 275 mieszkańców, spośród których 269 wskazało jako ojczysty język ukraiński, 5 rosyjski, a 1 białoruski.